# Гора Хотзвим
31° 48′ 9.1″ N 35° 12′ 34.69″ E / 31.802528° С; 35.2096361° И
Гора Хотзвим (Har Hotzvim הר חוצבים / Stonecutters Mountain) је хај-тек индустријски парк у Јерусалиму. Основана је почетком 1970-их од стране јерусалимског економски корпорације. Хар Хотзвим је такође познат као: Campus of Science-Rich Industries (קריית תעשיות עתירות מדע‎, Kiryat Ta'asiyot Atirot Mada). Хар Хотзвим је такође планина. Њен врх је 703 м надморске висине. 